# تنگل سنگ نصوح
تنگل سنگ نصوح یا رودخانهٔ سنگ نصوح یا تنگل سنگ نسو یا رودخانهٔ سنگ نسوه یا شصت‌دره؛ نام رود و تنگلی گردشگری واقع در در ارتفاعات شمالیهٔ شهرستان کاشمر و شهرستان تربت حیدریه می‌باشد و ضلع غربی آن از ابتدای مسیر امامزاده سید مرتضی به سمت ریوش، شهرستان کوهسرخ قرار گرفته است. کوه‌ها، طبیعت سبز، و گونه‌های فراوان گیاهی و جانوری، دره‌های خرم و سرشار از آب، و چشمه‌زارها؛ این منطقه را به یکی از مرکز گردشگری در جنوب استان خراسان رضوی تبدیل کرده است. و این تنگل دارای گیاهان دارویی چون آدور، آویشن، بومادران، ریواس، ترنگبین، زنیان، گل گاوزبان، گون و… است.